# Eleanor Rigby
1966. augusztus 5-én (az USA-ban augusztus 8-án) jelent meg a Beatles Eleanor Rigby című dala a dupla A-oldalas Yellow Submarine/Eleanor Rigby című kislemezen. (Ugyanezen a napon jelent meg a Revolver is.) Legnagyobb részét Paul McCartney írta, bár 1980-ban John Lennon a Playboynak adott interjúban azt mondta, hogy McCartney kérésére ő írta meg a második és harmadik versszakot. Lennon barátja, Pete Shotton ezt mondta: „Bár John egyik utolsó interjújában azt állította, hogy ő írta a szöveg nagy részét, szerintem az Eleanor Rigby egy olyan Lennon-McCartney-szerzemény, amihez John alig tett hozzá valamit”. McCartney azt mondta, hogy John „nagyjából fél sort” írt a szövegből. A George Martin által hangszerelt vonósoktettel és az időskori magányról szóló szövegével ez a Beatles egyik legismertebb és legeredetibb dala. Ezzel a zenekar tovább haladt a Rubber Soullal megkezdett úton, melynek során komoly, bátran kísérletező stúdiózenekarrá váltak.

## A dal eredete
McCartney megannyi dalához hasonlóan a dallam és az első sor zongorázás közben született. Azonban az eredeti név, ami eszébe jutott, nem Eleanor Rigby, hanem Miss Daisy Hawkins volt. 1966-ban McCartney ezt mondta a dal születéséről:
Épp a zongoránál ültem. Az első néhány ütem csak úgy hirtelen eszembe jutott, a név pedig már egy ideje a fejemben járt… „Daisy Hawkins picks up the rice in the church”. Nem tudom, miért. Ezen kívül más nem jutott eszembe, úgyhogy egy napra félretettem. Később eszembe jutott McCartney atya (Father McCartney) és a magányos emberek („all the lonely people”). De úgy gondoltam, hogy az emberek azt hinnék, hogy az egész édesapámról szól, amint zoknit kötöget. A papám egy vidám fickó. Felütöttem a telefonkönyvet, és így találtam a McKenzie nevet.
Mások szerint McKenzie atya 'Father' Tommy McKenzie-re, a Northwich Memorial Hall ceremóniamesterére utal.
Daisy eredetileg egy fiatal lány volt, de akik egy templomban takarítanak, azok általában idősebbek. Ha viszont idős, akkor nem csak azt sajnálja, hogy nem volt ott az esküvőn, hanem azt is, hogy sohasem ment férjhez. McCartney fokozatosan építette fel az öregkori magányosságról szóló történetet, melyben a fiatal lány egy idős asszonnyá vált, akinek hangulatán csak ront, hogy a boldog párok után takarít fel.
McCartney azt mondta, hogy az Eleanor nevet Eleanor Bron színésznő ihlette, aki a Help! című filmben szerepelt. A Rigby nevet Bristolban látta, a Rigby & Evens Ltd, Wine & Spirit Shippers cégtábláján (akkor épp barátnőjét, Jane Asher színésznőt látogatta meg, aki társulatával vidéken játszott). 1984-ben ezt mondta: „Egyszerűen megtetszett. Olyan nevet kerestem, ami természetesen hangzik. Az Eleanor Rigby természetesnek hatott”.
Az 1980-as években a wooltoni Szent Péter plébánia temetőjében megtalálták egy bizonyos Eleanor Rigby sírját, néhány lábnyira attól a helytől, ahol McCartney és Lennon 1956-ban először találkozott. McCartney gyerekkorában gyakran játszott a környéken. Az igazi Eleanor 1895-ben született, és feltehetően Liverpool Woolton nevű részében élt, ahol egy Thomas Woods nevű férfihoz ment feleségül. 1939. október 10-én, 44 évesen álmában hunyt el, halálának okát nem tudták kideríteni. (Érdekes megjegyezni, hogy 1940 szökőév volt, így a valódi Eleanor napra pontosan John Lennon születése előtt egy évvel halt meg). Bár nem tudjuk biztosan, hogy ez az asszony ihlette-e a dalt vagy nem, a sír mégis a Liverpoolba látogató Beatles-rajongók egyik zarándokhelyévé vált. Az 1995-ben megjelent Free as a Bird című dal klipjében a sírkő is látható.
A dalt John Lennon kenwoodi házának zeneszobájában fejezték be. John Lennon, George Harrison, Ringo Starr és barátjuk, Pete Shotton többször meghallgatta a dalt, és mindannyian elmondták véleményüket, ötleteiket. Valamelyikük azt javasolta, hogy írjanak a dalba egy szerelmi szálat, de ez túl komplikálttá tette volna a történetet. Starr a „writing the words of a sermon that no one will hear” sorral működött közre és ő adta az ötletet, hogy McCartney atya foltozza a zokniját („darning his socks”). Harrison az „Ah, look at all the lonely people” sort találta ki. Ezután Shotton azt javasolta, hogy a tiszteletes nevét változtassák meg, különben a rajongók azt hihették volna, hogy McCartney apjáról van szó.
McCartney nem tudta, hogyan fejezze be a dalt, ezért Shotton felvetette, hogy a két magányos ember túl későn találkozzon, McKenzie atya vezesse Eleanor Rigby temetését. Lennon ezt azonnal visszautasította, McCartney viszont nem mondott semmit, és később felhasználta a dalhoz. A későbbi években McCartney elmondta, hogy Shotton mennyit tett a dalhoz, és méltányolta segítségét.
Lennon és McCartney eltérően nyilatkozott a dal szerzőségéről. Lennon azt mondta, hogy a szöveg felét ő írta. Lennon halála után McCartney cáfolta az állítást, szerinte John „nagyjából fél sort” tett hozzá a dalhoz.

## Közreműködők
- Paul McCartney – ének
- John Lennon – vokál
- George Harrison – vokál
- Tony Gilbert – hegedű
- Sidney Sax – hegedű
- John Sharpe – hegedű
- Jurgen Hess – hegedű
- Stephen Singles – brácsa
- John Underwood – brácsa
- Derek Simpson – cselló
- Norman Jones – cselló

### Produkció
- Geoff Emerick – hangmérnök
- George Martin – producer

## Híres felvételek
- 1967: Joan Baez
- 1967: Richie Havens
- 1967: Vanilla Fudge
- 1968: Booker T. & the M.G.’s
- 1968: Ray Charles
- 1968: Sonny Criss
- 1968: P. P. Arnold
- 1968: The Crusaders
- 1968: The Free Design
- 1969: Paul Anka
- 1970: John Denver
- 1970: Udo Jürgens
- 1972: Peggy March
- 1985: Stanley Jordan
- 1995: Chick Corea
- 1997: Donald Dark
- 1998: Rick Wakeman
- 1998: Tangerine Dream
- 2000: Joe Jackson
- 2004: David Qualey
- 2004: Till Brönner
- 2007: Maynard Ferguson
- 2009: The Swingle Singers
- 2009: King’s Singers
- 2009: Tessa Souter
- 2015: Alice Cooper